# السادهو
سادو ( (بالسنسكريتية: साधु)‏ </link>، IAST: sādhu (ذكر)، sādhvī أو sādhvīne (أنثى))، ويكتب أيضًا saddhu، هو زاهد ديني، متسول أو أي شخص مقدس في الهندوسية والجاينية الذي تخلى عن الحياة الدنيوية. يُشار إليهم أحيانًا باسم يوغي أو سانياسي أو فايراجي.
السادو يعني الشخص الذي يمارس سادانا [الإنجليزية] أو يتبع بحماس مسار الانضباط الروحي. على الرغم من أن الغالبية العظمى من السادوس هم من اليوغيين، إلا أنه ليس كل اليوغيين هم من السادوس. حياة السادهو مخصصة فقط لتحقيق الموكسا (التحرر من دورة الموت والبعث)، وهي المرحلة الرابعة والأخيرة من الحياة، من خلال التأمل والتأمل في البراهمان. غالبًا ما يرتدي السادوس ملابس بسيطة، مثل الملابس ذات اللون الزعفراني في الهندوسية والملابس البيضاء أو لا شيء في الجاينية، مما يرمز إلى السانياسا (التخلي عن الممتلكات الدنيوية). غالبًا ما يُطلق على المتسولة في الهندوسية والجاينية اسم sadhvi ، أو في بعض النصوص aryika .
في السيخية، يعتبر الشخص الذي أصبح براهمجياني [الإنجليزية] سادهو . ومع ذلك، فإن الزهد والعزوبة والتسول محظورة في السيخية. يجب على السيخ أن يكون متزوجًا وأن يقوم بعمل شريف ليعيش.

## أصل الكلمة
يظهر مصطلح sadhu (بالسنسكريتية: साधु) في Rigveda و Atharvaveda حيث يعني "مستقيم، صحيح، يؤدي مباشرة إلى الهدف"، وفقًا لمونييه مونييه ويليامز . في طبقة البراهمانا من الأدب الفيدي، يشير المصطلح إلى شخص "حسن التصرف، ولطيف، وراغب، وفعال أو كفء، ومسالم، وآمن، وصالح، وفاضل، وشريف، وصالح، ونبيل" اعتمادًا على السياق. في الملاحم الهندوسية، يشير المصطلح إلى شخص "قديس، حكيم، رائٍ، رجل مقدس، فاضل، عفيف، صادق أو صالح".
تشير المصطلحان السنسكريتيان sādhu ("الرجل الصالح") و sādhvī ("المرأة الصالحة") إلى المرتدين الذين اختاروا العيش بعيدًا عن المجتمع أو على هامشه للتركيز على ممارساتهم الروحية الخاصة.
تأتي الكلمات من الجذر sādh ، والذي يعني "الوصول إلى هدف المرء"، أو "التصحيح"، أو "اكتساب القوة على". يتم استخدام نفس الجذر في كلمة sādhanā، والتي تعني "الممارسة الروحية". وهذا يعني حرفيًا الشخص الذي يمارس "سادانا" أو مسار الانضباط الروحي.

## التركيبة السكانية ونمط الحياة
على عكس العمال المهرة والمحترفين، لا توجد شهادة للسادهو. لذا، فمن الصعب جدًا تحديد العدد الدقيق للسادهو. وفقًا لافتراضات مختلفة، يوجد اليوم ما بين 4 إلى 5 ملايين من الراهبات في الهند.[بحاجة لمصدر]</link> يحظى السادهوس بالاحترام على نطاق واسع لقداستهم.  ويعتقد أيضًا أن الممارسات الصارمة التي يتبعها السادهو تساعد على حرق الكارما الخاصة بهم وكارما المجتمع بأكمله.
وبالتالي، يُنظر إلى السادهو على أنهم مفيدون للمجتمع، حيث يتم دعمهم من خلال التبرعات من العديد من الناس. ومع ذلك، فإن تبجيل السادهو ليس بأي حال من الأحوال عالميًا في الهند. على سبيل المثال، كان يُنظر إلى أتباع اليوغي ناث [الإنجليزية] بدرجة معينة من الشك، خاصة بين سكان المناطق الحضرية في الهند، لكنهم كانوا يحظون بالتبجيل والشعبية في المناطق الريفية في الهند.
هناك سادهو عراة ، ديجامبارا [الإنجليزية] أو "عراة السماء") يرتدون شعرهم في ضفائر كثيفة تسمى جاتا. يمارس السادوس مجموعة واسعة من الممارسات الدينية. يمارس البعض الزهد والتأمل الانفرادي، بينما يفضل البعض الآخر الصلاة الجماعية أو التراتيل أو التأمل. إنهم يعيشون عادة أسلوب حياة بسيط، وليس لديهم ممتلكات كثيرة أو لديهم القليل منها على الإطلاق. لدى العديد من السادهو قواعد لجمع الصدقات، ولا يزورون نفس المكان مرتين في أيام مختلفة لتجنب إزعاج السكان. إنهم عادة ما يمشون أو يسافرون عبر أماكن بعيدة، بلا مأوى، ويزورون المعابد ومراكز الحج كجزء من ممارستهم الروحية. العزوبة أمر شائع، لكن بعض الطوائف تجرب  ممارسة الجنس التانترا [الإنجليزية] بالتراضي كجزء من ممارساتها. إنهم ينظرون إلى الجنس باعتباره تجاوزًا من فعل شخصي حميمي إلى شيء غير شخصي وزاهد.

## طوائف السادهو

### الهندوسية
الراهب الشيفي هو الراهب الذي يكرسون أنفسهم لشيفا، والرهب الفايشنافي هو الراهب الذي يكرسون أنفسهم لفيشنو (أو تجسيداته، مثل راما أو كريشنا). يُشار أحيانًا إلى سادهو الفايشنافا باسم vairagis. الأقل عددًا هم شاكتا سادوس، الذين يكرسون أنفسهم لشاكتي . داخل هذه التقسيمات العامة توجد العديد من الطوائف والفرق الفرعية، تعكس سلالات ومدارس فلسفية وتقاليد مختلفة يشار إليها غالبًا باسم " sampradayas ". كل سامبرادايا لديها العديد من "الأوامر" تسمى  بارامبارا [الإنجليزية] على أساس سلالة مؤسس النظام. قد يكون لكل سامبرادايا وبارامبارا العديد من الأخارات الرهبانية والعسكرية.
يوجد داخل سادهو شيفا العديد من المجموعات الفرعية. يرتدي معظم سادهو شيفا علامة تريبوندرا على جباههم، ويرتدون ملابس ذات لون زعفراني أو أحمر أو برتقالي، ويعيشون حياة رهبانية. يشترك بعض السادهو مثل الأغوري في ممارسات  الكاباليكاس [الإنجليزية] القديمة، حيث يتوسلون بجمجمة، ويلطخون أجسادهم برماد من أرض حرق الجثث، ويجرون تجارب على مواد أو ممارسات يكرهها المجتمع بشكل عام.
من بين سادهو شيفا، ينتمي داشانامي سامبرادايا إلى تقليد سمارتا. ويقال أنهم تشكلوا على يد الفيلسوف والزاهد آدي شانكارا، والذي يعتقد أنه عاش في القرن الثامن الميلادي، على الرغم من أن التاريخ الكامل لتشكيل الطائفة غير واضح. ومن بينهم مجموعات فرعية من الناجا، وهم من السادهو العراة المعروفين بحمل الأسلحة مثل الرماح والسيوف والعصي والرماح. يقال أنهم عملوا ذات يوم كقوة مسلحة لحماية الهندوس من الحكام المغول، وقد شاركوا في عدد من الحملات الدفاعية العسكرية. وبشكل عام، وفي نطاق اللاعنف في الوقت الحاضر، يُعرف عن بعض الأقسام ممارسة المصارعة والفنون القتالية. ولا تزال معسكراتهم تسمى تشافني أو المعسكرات المسلحة (أكارا)، ولا تزال المبارزات الوهمية تقام بينهم أحيانًا.
توجد نساء سادهو ( سادفي ) في العديد من الطوائف. في كثير من الحالات، النساء اللواتي يتجهن إلى حياة الزهد هن أرامل، وغالبًا ما تعيش هذه الأنواع من السادهفيس حياة منعزلة في مجمعات زاهدة. ينظر البعض في بعض الأحيان إلى السادهفيس على أنهم تجسيدات أو أشكال للإلهة أو ديفي، ويتم تكريمهم على هذا النحو. كان هناك عدد من السادة الكاريزماتيين الذين اكتسبوا شهرة كمعلمين دينيين في الهند المعاصرة، على سبيل المثال أنانداماي ما، سارادا ديفي، ماتا أمريتانانداماي، وكارونامايي.

### الجاينية
يناقش المجتمع الجيني تقليديا في نصوصه بأربعة مصطلحات: sadhu (الرهبان)، sadhvi أو aryika (الراهبات)، sravaka (أرباب الأسر العلمانيين)، و sravika (ربات الأسر العلمانيين). كما هو الحال في الهندوسية، يدعم أصحاب المنازل الجينيين المجتمع الرهباني. يتشابك السادهو والسادفيس مع المجتمع العلماني الجيني، ويؤدون مورتيبوجا (عبادة أصنام جينا) ويقودون طقوسًا احتفالية، وهم منظمون في هيكل رهباني هرمي قوي.
هناك اختلافات بين تقاليد الديجامبارا والشفتامبارا السادهوس والسادفي. لا يمتلك سادهو ديجامبارا أي ملابس كجزء من تفسيرهم للنذور الخمسة، ويعيشون حياتهم الزهدية الصارمة عراة. يرتدي سادفيس ديجامبارا ملابس بيضاء. يرتدي كل من السادهو والسادفيس في شفيتامبارا ملابس بيضاء. وفقًا لمنشور عام 2009 الذي كتبه هارفي جيه سينديما، كان لدى المجتمع الرهباني الجيني 6000 سادفيس، ينتمي أقل من 100 منهم إلى تقليد ديجامبارا والبقية إلى شفيتامبارا.

## كيف تصبح سادهو
تختلف العمليات والطقوس اللازمة لكي تصبح سادهو حسب الطائفة؛ ففي جميع الطوائف تقريبًا، يتم البدء في السادهو من قبل المعلم الروحي، الذي يمنح المبتدئ اسمًا جديدًا، بالإضافة إلى تعويذة (أو صوت أو عبارة مقدسة)، والتي لا يعرفها عمومًا إلا السادهو والمعلم الروحي وقد يكررها المبتدئ كجزء من الممارسة التأملية.
أن تصبح سادهو هو الطريق الذي يتبعه الملايين من الناس. من المفترض أن تكون هذه هي المرحلة الرابعة في حياة الهندوسي، بعد الدراسة والأب والحاج، ولكنها ليست خيارًا عمليًا بالنسبة لمعظم الناس. لكي يصبح الشخص سادهو يحتاج إلى فايراجيا. فايراجيا تعني الرغبة في تحقيق شيء ما عن طريق مغادرة العالم (قطع الارتباطات العائلية والمجتمعية والأرضية).[بحاجة لمصدر]</link>.
الشخص الذي يريد أن يصبح سادهو يجب عليه أولاً أن يبحث عن معلم روحي. هناك، يجب عليه أن يؤدي guruseva والتي تعني الخدمة. يقرر المعلم ما إذا كان الشخص مؤهلاً لأخذ السانياسا من خلال مراقبة السيسيا (الشخص الذي يريد أن يصبح سادهو أو سانياسي). إذا كان الشخص مؤهلاً، يتم إجراء guru upadesa (وهو ما يعني التعاليم). حينها فقط، يتحول الشخص إلى سانياسي أو سادهو. هناك أنواع مختلفة من السانياسيين في الهند الذين يتبعون سامبراديا مختلفة. لكن جميع السادهو لديهم هدف مشترك: تحقيق الموكشا (التحرر).[بحاجة لمصدر]</link>.

## التجمعات الاحتفالية
يُقام مهرجان كومبه ميلا، وهو تجمع جماعي للسادهو من جميع أنحاء الهند، كل ثلاث سنوات في إحدى النقاط الأربع على طول الأنهار المقدسة في الهند، بما في ذلك نهر الجانج المقدس. أقيم المؤتمر في عام 2007 في ناسيك، ماهاراشترا. صور بيتر أوين جونز حلقة واحدة من برنامج "Extreme Pilgrim" هناك أثناء هذا الحدث. وقد حدثت مرة أخرى في هاريدوار في عام 2010. ينضم إلى هذا الاجتماع السادوسيون من جميع الطوائف. ويحضر المهرجانات أيضًا ملايين الحجاج غير السادهو، ومهرجان كومبه ميلا هو أكبر تجمع للبشر لغرض ديني واحد على هذا الكوكب. بدأ مهرجان كومبه ميلا لعام 2013 في 14 يناير من ذلك العام في الله أباد .[بحاجة لمصدر]</link> في المهرجان، يظهر السادهو بأعداد كبيرة، بما في ذلك أولئك "عراة تمامًا بأجساد ملطخة بالرماد، [الذين] يركضون في المياه الباردة للغطس عند شروق الشمس".

## روابط خارجية
- السادة واليوغيون في الهند
- "سادهوس من الهند" - مقتطف من كتاب "آخر الرجال الأحرار" لجوزيه مانويل نوفوا
- "مقابلة مع راهب يعيش داخل كهف في جبال الهيمالايا" - حلقة من كتاب "غانجا ما: الحج إلى المصدر" لبيبي أوزان وميليتا تشايكوفسكي